# Feliciano Reyna
Feliciano Reyna (2 de diciembre de 1955) es un arquitecto venezolano y el fundador de Acción Solidaria. Es conocido por su trabajo activista en la lucha contra el SIDA enfatizando la importancia de la educación en la atención y prevención en Venezuela.

## Biografía
Tras la muerte de su pareja a causa del SIDA en 1994, Reyna comenzó a luchar contra la epidemia del SIDA. Inició un centro comunitario piloto sobre el SIDA en Caracas, que dio lugar a una red de centros en Venezuela. Estos centros ofrecen educación, prevención y atención sobre el SIDA. Acción Solidaria, el nombre de dicha organización no gubernamental, ha capacitado a más de 300 educadores.
Según un artículo de Swissinfo, Reyna creo Acción Solidaria decidido a facilitar el acceso a medicación de venezolanos que conviven a diario con esa enfermedad y con el virus VIH “en un país con una red sanitaria en decadencia y creciente corrupción”. 
Acción Solidaria creó la primera línea de atención a los afectados por el sida, organizó una campaña de concienciación sobre la enfermedad en los medios audiovisuales y junto a Codevida, una coalición de organizaciones, se ha dedicado a la promoción del derecho a la salud de los venezolanos.
En 2002, Reyna fue elegido miembro de Ashoka.
En 2006, Reyna fue finalista del Premio Lazo Rojo en la Conferencia Internacional sobre el SIDA en Toronto.
Desde julio de 2015, Feliciano Reyna ha sido señalado y hostigado en múltiples oportunidades de parte de altos cargos del gobierno, presumiblemente a consecuencia de sus denuncias sobre la inacción de las autoridades ante la afectación para colectivos vulnerables a consecuencia de la crisis económica y la falta de alimentos, medicinas e insumos médicos. Igualmente, ha sido víctima de acoso y seguimiento ilegal por parte de funcionarios en el aeropuerto nacional.
En 2017, su labor fue reconocida por Amnistía Internacional Venezuela, otorgándole el premio de "La Llama de la Esperanza”, máximo reconocimiento de la organización por la labor dedicada y eficaz a favor de los derechos humanos. “La Llama” es una escultura en bronce diseñada por el artista Henry Rivas, concebida como dos lumbres en movimiento sobre una base firme, que simboliza la promesa de la pasión del activismo como faro ante la tiniebla de la discriminación, la falta de libertad y la miseria.
En 2023, se anunció que Reyna sería galardonado el 16 de febrero del mismo año, durante la edición anual de los pueblos Martin Ennals, concedido en Ginebra a defensores de derechos humanos de todo el mundo. 